# Gunpowder & Lead
«Gunpowder & Lead» — песня американской кантри-певицы Миранды Ламберт, вышедшая в качестве 3-го сингла с её второго студийного альбома Crazy Ex-Girlfriend (2007). Он стал первым для Ламберт хитом в лучшей кантри-десятке Top-10 в Billboard Hot Country Songs, получил положительные отзывы критиков и платиновую сертификацию за более чем 2-млн тираж.

## История
Сингл вышел 14 января 2008 года на студии Columbia Nashville. Песня получила положительные отзывы: Engine 145, Country Universe. 
Музыкальное видео набрало 5 млн просмотров.

## Чарты
«Gunpowder & Lead» дебютировал на № 51 в кантри-чарте Billboard Hot Country Songs 19 января 2008 года и позднее стал первым для Ламберт попавшим в лучшую кантри-десятку Top-10; 7 августа 2008 года достиг № 7. К ноябрю 2015 года тираж достиг 2,207,000 копий в США.
| Чарт (2007)                       | Высшая позиция |
| --------------------------------- | -------------- |
| США (Billboard Hot 100)           | 52             |
| США (Billboard Hot Country Songs) | 7              |

### Итоговые годовые чарты
| Чарт (2008)                  | Позиция |
| ---------------------------- | ------- |
| US Country Songs (Billboard) | 41      |

## Сертификации
| Регион | Сертификация  | Продажи   |
| --- | ------------- | --------- |
| США (RIAA) | 2× Платиновый | 2,207,000 |
| * Данные о продажах приведены только на основе сертификации. ^ Данные о тиражах приведены только на основе сертификации. |               |           |